# Удвар
Удвар (мађ. Udvar) је село у Мађарској, у крајње јужном делу државе. Село управо припада Мохачком срезу Барањске жупаније, са седиштем у Печују.
На јужном ободу села налазио се истоимени гранични прелаз између Мађарске и Хрватске.

## Природне одлике
Насеље Удвар налази у крајње јужном делу Мађарске, близу државне границе са Хрватском. Најближи већи град је Мохач.
Историјски гледано, село припада мађарском делу Барање. Подручје око насеља је равничарско (Панонска низија), приближне надморске висине око 85 м. Источно од насеља протиче Дунав, који у овом делу прави простране мочваре Карапанџа.

## Становништво
Према подацима из 2013. године Удвар је имао 132 становника. Последњих година број становника опада.
Половину становништва у насељу чине Мађари римокатоличке вероисповести, али су значајне мањине Немци (42%) и Хрвати (5%).

### Попис1910.
| Удвар                                                                                    | Удвар                                                                                               |
| ---------------------------------------------------------------------------------------- | --------------------------------------------------------------------------------------------------- |
| Језик                                                                                    | Вера                                                                                                |
| укупно: 408 Немачки 381 (93,38%) Мађарски 17 (4,16%) Српски 9 (2,20%) Словачки 1 (0,24%) | укупно: 408 Римокатолици 392 (96,07%) Православци 9 (2,20%) Лутерани 6 (1,47%) Калвинисти 1 (0,24%) |